# Oltcit

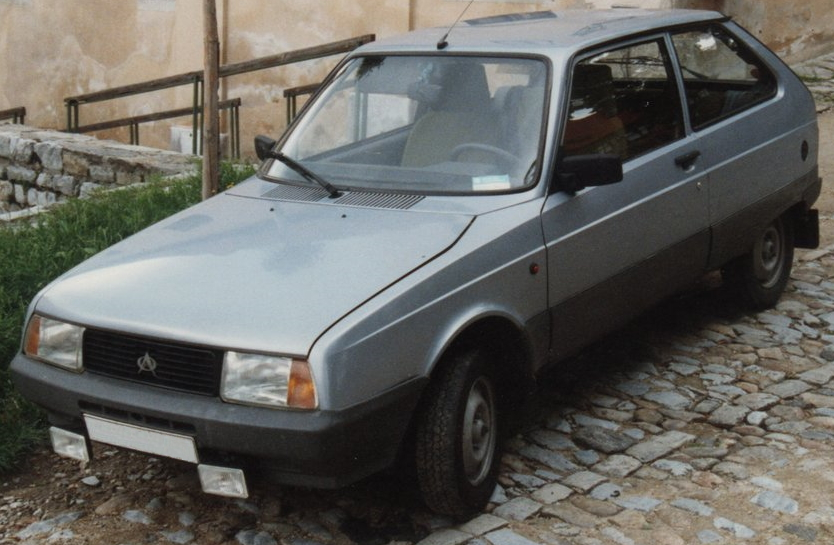
Oltcit Club.

Oltcit var ett rumänskt bilmärke ägt av Automobile Craiova som tillverkades i staden Craiova. 
1976 inleddes ett samarbete mellan Citroën och rumänska staten i det gemensamma bolaget Oltcit. Namnet är bildat av den historiska regionen Oltenien (rumänska Oltenia) och Citroën. Symbol för bilmärket är en vinkelhake från Citroëns logotyp (som har två vinkelhakar) och ett O för Oltenia.
Tillverkningen startade på 1980-talet och modellprogrammet bestod av modellen Oltcit Club (1981–1991) som såldes i Västeuropa under namnet Citroën Axel (1984–1988). Citroën lämnade samarbetet 1988. Produktionen hade haft stora kvalitetsproblem och nådde aldrig upp till de produktionsmål som satts upp.
År 1994 togs tillverkningen över av koreanska Daewoo, som började tillverka sina egna modeller i fabriken. Efter General Motors uppköp av Daewoo upphörde Daewoo-produktionen i Craiova. Ford köpte 2008 upp Automobile Craiova och påbörjade 2009 produktionen av Ford Transit Connect i fabriken.